# Genoa 1893 1984-1985
Questa voce raccoglie le informazioni riguardanti il Genoa 1893 nelle competizioni ufficiali della stagione 1984-1985.

## Stagione
Nella stagione 1984-1985, dopo la retrocessione dalla massima serie, il Genoa affidato a Tarcisio Burgnich tenta una pronta risalita ma delude le attese della piazza, disputando un campionato di medio alta classifica, costantemente a ridosso delle prime, ma mai in corsa per ottenere la promozione. Con 11 reti il miglior marcatore stagionale rossoblù e stato Giuliano Fiorini, che è rientrato dal prestito alla Sambenedettese.
Nella Coppa Italia il grifone ruggisce nel terzo girone di qualificazione disputato nel precampionato, trovando l'accesso agli ottavi di finale con il secondo posto nel girone a sei squadre, alle spalle della Roma. Poi a febbraio cede il passaggio nei quarti di finale al Verona, subendo due sconfitte nel doppio confronto contro i prossimi campioni d'Italia.

## Divise e sponsor
La maglia per le partite casalinghe presentava i colori rossoblù.
Lo sponsor tecnico per la stagione 1984-1985 fu Adidas, mentre lo sponsor ufficiale Carrera.
| Casa | Trasferta |

## Organigramma societario
Area direttiva
- Presidente: Renzo Fossati

Area tecnica
- Allenatore: Tarcisio Burgnich

## Rosa
| N. |                   | Ruolo | Calciatore           |
| -- | ----------------- | ----- | -------------------- |
|    | Italia (bandiera) | P     | Giovanni Cervone     |
|    | Italia (bandiera) | P     | Nevio Favaro         |
|    | Italia (bandiera) | P     | Gianfranco Gagliardi |
|    | Italia (bandiera) | D     | Nazzareno Canuti     |
|    | Italia (bandiera) | D     | Mario Faccenda       |
|    | Italia (bandiera) | D     | Claudio Onofri       |
|    | Italia (bandiera) | D     | Roberto Policano     |
|    | Italia (bandiera) | D     | Michele Sbravati     |
|    | Italia (bandiera) | D     | Claudio Testoni      |
|    | Italia (bandiera) | D     | Corrado Tovani       |
|    | Italia (bandiera) | C     | Paolo Benedetti      |
|    | Italia (bandiera) | C     | Roberto Bergamaschi  |
|    | Italia (bandiera) | C     | Ivano Bonetti        |
|    | Italia (bandiera) | C     | Stefano Bosetti      |

| N. |                        | Ruolo | Calciatore         |
| -- | ---------------------- | ----- | ------------------ |
|    | Italia (bandiera)      | C     | Luca Chiappino     |
|    | Italia (bandiera)      | C     | Gianluca Dall'Orso |
|    | Brasile (bandiera)     | C     | Elói               |
|    | Italia (bandiera)      | C     | Stefano Eranio     |
|    | Italia (bandiera)      | C     | Massimo Mauti      |
|    | Italia (bandiera)      | C     | Francesco Mileti   |
|    | Paesi Bassi (bandiera) | C     | Jan Peters         |
|    | Italia (bandiera)      | C     | Mauro Picasso      |
|    | Italia (bandiera)      | C     | Franco Rotella     |
|    | Italia (bandiera)      | A     | Gaetano Auteri     |
|    | Italia (bandiera)      | A     | Marco Ferraris     |
|    | Italia (bandiera)      | A     | Giuliano Fiorini   |
|    | Italia (bandiera)      | A     | Andrea Mariano     |
|    | Italia (bandiera)      | A     | Roberto Simonetta  |

## Risultati

### Serie B

#### Girone di andata
| Arbitro: | Sguizzato (Verona) |

|                            |           |                   |
| Pescatori 2’ Bongiorni 35’ | Marcatori | 74’ (rig.) Mileti |

| Arbitro: | Tubertini (Bologna) |

|                                                 |           |  |
| Bergamaschi 33’ (rig.) Policano 68’ Fiorini 73’ | Marcatori |  |

| Arbitro: | Lamorgese (Potenza) |

|                   |           |             |
| Auteri 12’ (aut.) | Marcatori | 81’ Fiorini |

| Arbitro: | Agnolin (Bassano del Grappa) |

|  |           |              |
|  | Marcatori | 82’ De Falco |

| Arbitro: | Sguizzato (Verona) |

|                        |           |                 |
| V. Graziani 36’ (rig.) | Marcatori | 17’ Bergamaschi |

| Arbitro: | Da Pozzo (Monza) |

|                               |           |                    |
| Benedetti 24’ Peters 31’, 87’ | Marcatori | 71’, 83’ Birigozzi |

| Arbitro: | Baldi (Roma) |

|          |           |  |
| Bivi 76’ | Marcatori |  |

| Arbitro: | Frigerio (Milano) |

|                  |           |                |
| Fiorini 29’, 33’ | Marcatori | 57’, 78’ Russo |

| Parma 11 novembre 1984 9ª giornata | Parma              | 0 – 0 | Genoa | Stadio Ennio Tardini\| Arbitro: \| Lombardo (Marsala) \| |
| Arbitro:                           | Lombardo (Marsala) |       |       |                                                          |

| Arbitro: | Pirandola (Lecce) |

|             |           |  |
| Fiorini 18’ | Marcatori |  |

| Arbitro: | Luci (Firenze) |

|                                     |           |                |
| Raise 39’ E. Rossi 50’ Paciocco 81’ | Marcatori | 89’ I. Bonetti |

| Arbitro: | Magni (Bergamo) |

|              |           |                          |
| Marocchi 39’ | Marcatori | 15’ Auteri 67’ Chiappino |

| Genova 9 dicembre 1984 13ª giornata | Genoa           | 0 – 0 | Catania | Stadio Luigi Ferraris\| Arbitro: \| Ongaro (Rovigo) \| |
| Arbitro:                            | Ongaro (Rovigo) |       |         |                                                        |

| Arezzo 16 dicembre 1984 14ª giornata | Arezzo        | 0 – 0 | Genoa | Stadio Comunale\| Arbitro: \| Greco (Lecce) \| |
| Arbitro:                             | Greco (Lecce) |       |       |                                                |

| Arbitro: | Pirandola (Lecce) |

|             |           |  |
| Fiorini 77’ | Marcatori |  |

| Arbitro: | Leni (Perugia) |

|               |           |  |
| Volpecina 65’ | Marcatori |  |

| Arbitro: | Lombardo (Marsala) |

|                        |           |  |
| Mileti 30’ Fiorini 64’ | Marcatori |  |

| Arbitro: | Da Pozzo (Monza) |

|                 |           |  |
| Mileti 63’, 69’ | Marcatori |  |

| Arbitro: | Tubertini (Bologna) |

|             |           |  |
| Zennaro 12’ | Marcatori |  |

#### Girone di ritorno
| Arbitro: | Baldi (Roma) |

|             |           |  |
| Rotella 16’ | Marcatori |  |

| Arbitro: | Boschi (Parma) |

|  |           |                            |
|  | Marcatori | 32’ Benedetti 63’ Faccenda |

| Genova 24 febbraio 1985 22ª giornata | Genoa               | 0 – 0 | Padova | Stadio Luigi Ferraris\| Arbitro: \| Lamorgese (Potenza) \| |
| Arbitro:                             | Lamorgese (Potenza) |       |        |                                                            |

| Arbitro: | Tuveri (Cagliari) |

|            |           |  |
| Cerone 73’ | Marcatori |  |

| Arbitro: | Pairetto (Torino) |

|               |           |                 |
| Simonetta 76’ | Marcatori | 58’ De Stefanis |

| Arbitro: | Leni (Perugia) |

|              |           |             |
| D'Angelo 44’ | Marcatori | 68’ Fiorini |

| Arbitro: | Agnolin (Bassano del Grappa) |

|             |           |  |
| Fiorini 58’ | Marcatori |  |

| Arbitro: | Pirandola (Lecce) |

|                                     |           |            |
| Agostini 8’ Barozzi 57’ Sanguin 90’ | Marcatori | 77’ Peters |

| Arbitro: | Frigerio (Milano) |

|                    |           |             |
| Panizza 11’ (aut.) | Marcatori | 64’ Barbuti |

| Arbitro: | Mattei (Macerata) |

|             |           |  |
| Venturi 43’ | Marcatori |  |

| Arbitro: | Baldi (Roma) |

|                           |           |  |
| Mauti 44’ Enzo 76’ (aut.) | Marcatori |  |

| Genova 28 aprile 1985 31ª giornata | Genoa                       | 0 – 0 | Bologna | Stadio Luigi Ferraris\| Arbitro: \| Pellicanò (Reggio Calabria) \| |
| Arbitro:                           | Pellicanò (Reggio Calabria) |       |         |                                                                    |

| Arbitro: | Sguizzato (Verona) |

|                     |           |                                            |
| Mastalli 39’ (rig.) | Marcatori | 25’, 47’ Fiorini 83’ Simonetta 87’ Bosetti |

| Genova 12 maggio 1985 33ª giornata | Genoa              | 0 – 0 | Arezzo | Stadio Luigi Ferraris\| Arbitro: \| Bianciardi (Siena) \| |
| Arbitro:                           | Bianciardi (Siena) |       |        |                                                           |

| Arbitro: | Pellicanò (Reggio Calabria) |

|                 |           |               |
| Boccafresca 52’ | Marcatori | 48’ Simonetta |

| Arbitro: | Casarin (Milano) |

|                   |           |                     |
| Policano 56’, 66’ | Marcatori | 74’ Ipsaro Passione |

| Arbitro: | Lamorgese (Potenza) |

|               |           |  |
| O. Tacchi 32’ | Marcatori |  |

| Arbitro: | Mattei (Macerata) |

|                                           |           |  |
| Roselli 52’ De Martino 55’ L. De Rosa 84’ | Marcatori |  |

| Arbitro: | Bruschini (Firenze) |

|            |           |             |
| Peters 64’ | Marcatori | 74’ Cinello |

### Coppa Italia

#### Primo turno
| Alessandria 22 agosto 1984 1ª giornata | Genoa               | 0 – 0 | Varese | Stadio Giuseppe Moccagatta\| Arbitro: \| Lamorgese (Potenza) \| |
| Arbitro:                               | Lamorgese (Potenza) |       |        |                                                                 |

| Arbitro: | Magni (Bergamo) |

|         |           |                     |
| Elói 1’ | Marcatori | 10’ (rig.) Giordano |

| Arbitro: | Testa (Prato) |

|  |           |              |
|  | Marcatori | 70’ Faccenda |

| Arbitro: | Redini (Pisa) |

|                                 |           |  |
| F. Graziani 27’, 83’ Pruzzo 80’ | Marcatori |  |

| Arbitro: | Pirandola (Lecce) |

|                                         |           |  |
| Benedetti 50’, 85’ Auteri 52’, 82’, 90’ | Marcatori |  |

#### Fase finale
| Arbitro: | Bianciardi (Siena) |

|  |           |            |
|  | Marcatori | 46’ Larsen |

| Arbitro: | Pirandola (Lecce) |

|                     |           |              |
| Di Gennaro 71’, 78’ | Marcatori | 82’ Policano |

## Statistiche

### Statistiche di squadra
| Competizione | Punti | In casa | In casa | In casa | In casa | In casa | In casa | In trasferta | In trasferta | In trasferta | In trasferta | In trasferta | In trasferta | Totale | Totale | Totale | Totale | Totale | Totale | DR |
| Competizione | Punti | G       | V       | N       | P       | Gf      | Gs      | G            | V            | N            | P            | Gf           | Gs           | G      | V      | N      | P      | Gf     | Gs     | DR |
| ------------ | ----- | ------- | ------- | ------- | ------- | ------- | ------- | ------------ | ------------ | ------------ | ------------ | ------------ | ------------ | ------ | ------ | ------ | ------ | ------ | ------ | -- |
| Serie B      | 40    | 19      | 10      | 8       | 1       | 23      | 9       | 19           | 3            | 6            | 10           | 15           | 23           | 38     | 13     | 14     | 11     | 38     | 32     | +6 |
| Coppa Italia |       | 4       | 1       | 2       | 1       | 6       | 2       | 3            | 1            | 0            | 2            | 2            | 5            | 7      | 2      | 2      | 3      | 8      | 7      | +1 |
| Totale       |       | 23      | 9       | 10      | 2       | 29      | 11      | 22           | 4            | 6            | 12           | 17           | 28           | 45     | 15     | 16     | 14     | 46     | 39     | +7 |

### Statistiche dei giocatori
| Giocatore      | Serie B  | Serie B | Serie B     | Serie B    | Coppa Italia | Coppa Italia | Coppa Italia | Coppa Italia | Totale   | Totale | Totale      | Totale     |
| Giocatore      | Presenze | Reti    | Ammonizioni | Espulsioni | Presenze     | Reti         | Ammonizioni  | Espulsioni   | Presenze | Reti   | Ammonizioni | Espulsioni |
| -------------- | -------- | ------- | ----------- | ---------- | ------------ | ------------ | ------------ | ------------ | -------- | ------ | ----------- | ---------- |
| G. Auteri      | 14       | 1       | ?           | ?          | ?            | ?            | ?            | ?            | 14+      | 1+     | ?           | ?          |
| P. Benedetti   | 29       | 2       | ?           | ?          | ?            | ?            | ?            | ?            | 29+      | 2+     | ?           | ?          |
| R. Bergamaschi | 24       | 2       | ?           | ?          | ?            | ?            | ?            | ?            | 24+      | 2+     | ?           | ?          |
| I. Bonetti     | 31       | 1       | ?           | ?          | ?            | ?            | ?            | ?            | 31+      | 1+     | ?           | ?          |
| S. Bosetti     | 13       | 1       | ?           | ?          | ?            | ?            | ?            | ?            | 13+      | 1+     | ?           | ?          |
| N. Canuti      | 29       | 0       | ?           | ?          | ?            | ?            | ?            | ?            | 29+      | 0+     | ?           | ?          |
| G. Cervone     | 33       | -27     | ?           | ?          | ?            | ?            | ?            | ?            | 33+      | -27+   | ?           | ?          |
| L. Chiappino   | 10       | 1       | ?           | ?          | ?            | ?            | ?            | ?            | 10+      | 1+     | ?           | ?          |
| G. Dall'Orso   | 1        | 0       | ?           | ?          | ?            | ?            | ?            | ?            | 1+       | 0+     | ?           | ?          |
| Eloi           | 3        | 0       | ?           | ?          | ?            | ?            | ?            | ?            | 3+       | 0+     | ?           | ?          |
| S. Eranio      | 9        | 0       | ?           | ?          | ?            | ?            | ?            | ?            | 9+       | 0+     | ?           | ?          |
| M. Faccenda    | 33       | 1       | ?           | ?          | ?            | ?            | ?            | ?            | 33+      | 1+     | ?           | ?          |
| N. Favaro      | 7        | -5      | ?           | ?          | ?            | ?            | ?            | ?            | 7+       | -5+    | ?           | ?          |
| M. Ferraris    | 2        | 0       | ?           | ?          | ?            | ?            | ?            | ?            | 2+       | 0+     | ?           | ?          |
| G. Fiorini     | 31       | 11      | ?           | ?          | ?            | ?            | ?            | ?            | 31+      | 11+    | ?           | ?          |
| A. Mariano     | 1        | 0       | ?           | ?          | ?            | ?            | ?            | ?            | 1+       | 0+     | ?           | ?          |
| M. Mauti       | 31       | 1       | ?           | ?          | ?            | ?            | ?            | ?            | 31+      | 1+     | ?           | ?          |
| F. Mileti      | 28       | 4       | ?           | ?          | ?            | ?            | ?            | ?            | 28+      | 4+     | ?           | ?          |
| C. Onofri      | 24       | 0       | ?           | ?          | ?            | ?            | ?            | ?            | 24+      | 0+     | ?           | ?          |
| J. Peters      | 18       | 4       | ?           | ?          | ?            | ?            | ?            | ?            | 18+      | 4+     | ?           | ?          |
| M. Picasso     | 10       | 0       | ?           | ?          | ?            | ?            | ?            | ?            | 10+      | 0+     | ?           | ?          |
| R. Policano    | 33       | 3       | ?           | ?          | ?            | ?            | ?            | ?            | 33+      | 3+     | ?           | ?          |
| F. Rotella     | 13       | 1       | ?           | ?          | ?            | ?            | ?            | ?            | 13+      | 1+     | ?           | ?          |
| M. Sbravati    | 6        | 0       | ?           | ?          | ?            | ?            | ?            | ?            | 6+       | 0+     | ?           | ?          |
| R. Simonetta   | 19       | 3       | ?           | ?          | ?            | ?            | ?            | ?            | 19+      | 3+     | ?           | ?          |
| C. Testoni     | 32       | 0       | ?           | ?          | ?            | ?            | ?            | ?            | 32+      | 0+     | ?           | ?          |
| C. Tovani      | 1        | 0       | ?           | ?          | ?            | ?            | ?            | ?            | 1+       | 0+     | ?           | ?          |